# TVEC Les Sables-d'Olonne
Les Tigres vendéens Étoile chaumoise 85 sont un ancien club de football français basé aux Sables-d'Olonne. Le club évolue au parc des sports de la Rudelière (1 100 places) aux Sables-d'Olonne.

## Histoire

### Le football sablais d'avant les TVEC (avant 1997)
Les Tigres vendéens Étoile chaumoise 85 sont fondés en 1997 à la suite de la fusion des Tigres vendéens (créés en 1919, et nommé en d'après Georges Clémenceau) et de l'Étoile sportive chaumoise (créée en 1938). Bernard Blanchet, ancien international français a été l'un des entraîneurs notables de l'ES La Chaume lors de la saison 1976-1977.
À sa création, TVEC n'avait pas de signification propre, tant les différends entre les deux clubs fusionnants étaient lourds.

### Création du TVEC et ascension en CFA (1997-2008)
De 2003 à 2007, les Tigres jouent en Championnat de France Amateurs 2. Ils sont alors promus en CFA au titre de 5e meilleur second de CFA 2 à la suite de la rétrogradation de Bois-Guillaume mais ne restent qu'une saison à ce niveau et sont ensuite rétrogradés en DH l'année suivante.
L'heure de gloire du club de la saison 2006-2007 fut lors du septième tour de la Coupe de France victorieux contre le Stade brestois alors club de Ligue 2. Les Tigres vendéens avaient déjà atteint les trente-deuxièmes de finale en 1925-1926. 

### Retour au niveau régional (depuis 2008)
Lors de la saison 2011-2012, le TVEC élimine le GSI Pontivy (CFA) 2-1 après prolongation au 7e tour de la Coupe de France mais se fait éliminer au tour suivant par l'AS Vitré, pensionnaire de CFA 2 sur le score de 3 buts à 2.

### Disparition du club
En 2024, faute de repreneurs, le club disparaît. Les Sables FC Olonne Château devient le seul club de la ville et change de nom en Les Sables Vendée Foot,.

## Palmarès

### Titres et trophées
| Compétitions nationales                          | Compétitions régionales et départementales |
|                                                  | - Championnat de Division Honneur Centre-Ouest (1) - Champion en 1929 (TV Les Sables) - DH 1980 à 1995 ( ES Chaumoise). - Championnat de Division Honneur Atlantique (1) - Champion en 2003. - Coupe Atlantique - Vainqueur en 1975 (ES Chaumoise) - Finaliste en 2012 et 2014. - Coupe de Vendée (?) - Vainqueur en 1998 Finaliste 1999 - Vainqueur en 2023 |
| Compétitions de jeunes                           | |
| . Champion Ligue Atlantique PH/DSR 2009-2010 U15 | |

### Bilan saison par saison
Le tableau suivant indique le championnat disputé par le club au cours des saisons depuis sa création, en 1997.
| Saison    | Championnat | Championnat               | Championnat | Championnat | Championnat | Championnat | Championnat | Championnat | Championnat | Championnat | Championnat | Coupe de France | Entraîneurs          | Affluence moyenne |
| Saison    | Niveau      | Division                  | Class.      | Pts         | M           | V           | N           | D           | Bp          | Bc          | Diff        | Coupe de France | Entraîneurs          | Affluence moyenne |
| --------- | ----------- | ------------------------- | ----------- | ----------- | ----------- | ----------- | ----------- | ----------- | ----------- | ----------- | ----------- | --------------- | -------------------- | ----------------- |
| 1997-1998 | 6           | DH - Atlantique           | 4           | 67          | 26          | 12          | 7           | 7           | 54          | 44          | +10         |                 | Renoux               |                   |
| 1998-1999 | 6           | DH - Atlantique           | 10          | 59          | 26          | 8           | 9           | 9           | 43          | 43          | +0          |                 | Renoux               |                   |
| 1999-2000 | 6           | DH - Atlantique           | 10          | 56          | 26          | 8           | 6           | 12          | 41          | 42          | -1          |                 | Renoux               |                   |
| 2000-2001 | 6           | DH - Atlantique           | 12          | 53          | 26          | 6           | 9           | 11          | 28          | 39          | -11         | 6e tour         | Périer               |                   |
| 2001-2002 | 7           | DSR - Atlantique          | 1           |             |             |             |             |             |             |             |             |                 | Périer               |                   |
| 2002-2003 | 6           | DH - Atlantique           | 1           | 83          | 26          | 16          | 9           | 1           | 60          | 21          | +39         |                 | Mazouin              |                   |
| 2003-2004 | 5           | CFA2                      | 7           | 70          | 30          | 10          | 10          | 10          | 43          | 51          | -8          |                 | Mazouin              |                   |
| 2004-2005 | 5           | CFA2                      | 10          | 64          | 28          | 9           | 9           | 10          | 38          | 40          | -2          |                 | Mazouin              |                   |
| 2005-2006 | 5           | CFA2                      | 8           | 70          | 30          | 10          | 10          | 10          | 44          | 42          | +2          | 8e tour         | Mazouin puis Gaudron |                   |
| 2006-2007 | 5           | CFA2                      | 3           | 81          | 30          | 14          | 9           | 7           | 40          | 29          | +11         | 8e tour         | Renoux               |                   |
| 2007-2008 | 4           | CFA                       | 17          | 68          | 34          | 8           | 10          | 16          | 29          | 45          | -16         | 7e tour         | Renoux               |                   |
| 2008-2009 | 6           | DH - Atlantique           | 3           | 85          | 28          | 18          | 3           | 7           | 49          | 30          | +19         | 6e tour         | Boudebza             |                   |
| 2009-2010 | 6           | DH - Atlantique           | 10          | 56          | 26          | 7           | 9           | 10          | 28          | 33          | -5          | 3e tour         | Renoux               |                   |
| 2010-2011 | 6           | DH - Atlantique           | 3           | 75          | 26          | 14          | 7           | 5           | 43          | 22          | +21         | 3e tour         | Renoux               |                   |
| 2011-2012 | 6           | DH - Atlantique           | 6           | 64          | 26          | 11          | 5           | 10          | 38          | 38          | +0          | 8e tour         | Renoux               |                   |
| 2012-2013 | 6           | DH - Atlantique           | 4           | 67          | 26          | 10          | 11          | 5           | 36          | 28          | +8          | 4e tour         | Ferrand              |                   |
| 2013-2014 | 6           | DH - Atlantique           | 2           | 72          | 26          | 13          | 7           | 6           | 42          | 30          | +12         | 6e tour         | Ferrand              |                   |
| 2014-2015 | 6           | DH - Atlantique           | 8           | 59          | 26          | 9           | 6           | 11          | 42          | 44          | -2          | 3e tour         | Ferrand              |                   |
| 2015-2016 | 6           | DH - Atlantique           | 3           | 77          | 26          | 15          | 6           | 5           | 59          | 37          | +22         | 5e tour         | Étienne & Fradin     |                   |
| 2016-2017 | 6           | DH - Atlantique           | 3           | 79          | 26          | 16          | 5           | 5           | 60          | 24          | +36         | 8e tour         | Étienne              |                   |
| 2017-2018 | 6           | DH - Pays de la Loire - B | 4           | 40          | 26          | 11          | 7           | 8           | 41          | 34          | +7          | 7e tour         | Étienne              |                   |
| 2018-2019 | 6           | R1 - Pays de la Loire - B | 8           | 28          | 22          | 7           | 7           | 8           | 28          | 28          | +0          | 4e tour         | Le Goff puis Fradin  |                   |
| 2019-2020 | 6           | R1 - Pays de la Loire - B | 4           | 22          | 14          | 6           | 4           | 4           | 21          | 17          | +3          | 4e tour         | Corteggiani          |                   |
| 2020-2021 | 6           | R1 - Pays de la Loire - A | 1           | 9           | 9           | 3           | 0           | 0           | 12          | 1           | +11         | 3e tour         | Corteggiani          |                   |
| 2021-2022 | 6           | R1 - Pays de la Loire - A | 4           | 40          | 24          | 11          | 7           | 6           | 38          | 21          | +17         | 3e tour         | Corteggiani          |                   |
| 2022-2023 | 6           | R1 - Pays de la Loire - A | 4           | 34          | 22          | 10          | 4           | 8           | 43          | 35          | +8          | 4e tour         | Calesse              |                   |

### Parcours en coupe de France
- 2001-2001 : Éliminé au 6e tour par La Roche-sur-Yon VF: 2-3
- 2006-2007 : Éliminé au 8e tour par les Chamois niortais FC: 0-5
- 2007-2008 : Éliminé au 7e tour par La Samaritaine (DH Martinique): 0-1
- 2008-2009 : Éliminé au 6e tour par Luçon VF: 1-1 (1-4 au t.a.b.)
- 2009-2010 : Éliminé au 3e tour par Le Poiré-sur-Vie VF: 1-2
- 2010-2011 : Éliminé au 3e tour par le GS Saint-Sébastien-sur-Loire: 0-3[7]
- 2011-2012 : Éliminé au 8e tour par l'AS Vitré: 2-3[8]. A battu La Roche-sur-Yon VF (1-0)[9] au 6e tour, puis la GSI Pontivy (2-1)[10] au 7e tour.
- 2012-2013 : Éliminé au 4e tour par l'USSA Vertou: 0-3[11]
- 2013-2014 : Éliminé au 6e tour par le SO Cholet: 1-2[12]
- 2014-2015 : Éliminé au 3e tour par La Roche-sur-Yon VF: 1-2
- 2015-2016 : Éliminé au 5e tour par l'USSA Vertou: 1-3[13]
- 2016-2017 : Éliminé au 8e tour par la JA Biarritz: 2-3[14]
- 2017-2018 : Éliminé au 7e tour par l'Olympique de Saumur FC: 1-2 a.p.[15]
- 2018-2019 : Éliminé au 4e tour par le Saint-Nazaire AF: 0-2
- 2019-2020 : Éliminé au 4e tour par l'AC Basse-Goulaine: 4-4 a.p. (3-5 t.a.b)
- 2020-2021 : Éliminé au 3e tour par l'EA La Tessoualle: 1-1 a.p. (1-3 t.a.b.)
- 2021-2022 : Éliminé au 3e tour par le FCPB L'Hermenault: 1-1 (2-4 t.a.b.)[16]

## Identité du club

### Maillot
| Domicile (2014-2015) |

### Logo

Logo de 2012 à 2019.
Logo depuis novembre 2019.

## Joueurs et personnalités du club

### Présidents
Le tableau suivant présente la liste des présidents du club depuis sa création, en 1997.
| Rang | Nom                                      | Période    |
| ---- | ---------------------------------------- | ---------- |
| 1    | Bernard Chabirand                        | 1997-2008  |
| 2    | Robert Richard                           | 2008-2009  |
| 3    | Rodolphe Logeais                         | 2009-2014  |
| 4    | David Bonnain                            | 2014- 2015 |
| 5    | David Bonnain & Jean-Christophe Meignant | 2015-      |

### Entraîneurs
Le tableau suivant présente la liste des entraîneurs du club depuis sa création, en 1997.
| Rang | Nom                               | Période         |
| ---- | --------------------------------- | --------------- |
| 1    | Jean Renoux                       | 1997-2000       |
| 2    | Bruno Périer                      | 2000-2002       |
| 3    | Jacques Mazouin                   | 2002-2005       |
| 4    | Vincent Gaudron                   | 12/2005-2006    |
| 5    | Jean Renoux                       | 2006-2008       |
| 6    | Farid Boudebza                    | 2008-2009       |
| 7    | Jean Renoux                       | 2009-2012       |
| 8    | Alain Ferrand                     | 2012-2015       |
| 9    | Sébastien Étienne & Cédric Fradin | 2015-2016       |
| 10   | Sébastien Étienne                 | 2016-2018       |
| 11   | David Le Goff                     | 2018-01/2019    |
| 10   | Cédric Fradin                     | 01/2019-05/2019 |
| 11   | Jean-Pierre Corteggiani           | 2019-2022       |
| 12   | Denis Calesse                     | 2022-           |